# Sillago burrus
 Sillago burrus és una espècie de peix de la família Sillaginidae i de l'ordre dels perciformes.

## Morfologia
Els mascles poden assolir els 36 cm de longitud total.

## Distribució geogràfica
Es troba a Indonèsia, sud de Nova Guinea i nord d'Austràlia.